# Diócesis de Sololá-Chimaltenango
La diócesis de Sololá-Chimaltenango (en latín: Dioecesis Sololensis-Chimaltenangensis) es una circunscripción eclesiástica de la Iglesia católica en Guatemala. Se trata de una diócesis latina, sufragánea de la arquidiócesis de Los Altos Quetzaltenango-Totonicapán. Desde el 16 de julio de 2021 su obispo es Domingo Buezo Leiva.

## Territorio y organización
La diócesis tiene 3040 km² y extiende su jurisdicción sobre los fieles católicos de rito latino residentes en los departamentos de Sololá y Chimaltenango.
La sede de la diócesis se encuentra en la ciudad de Sololá, en donde se halla la Catedral de Nuestra Señora de la Asunción. En Chimaltenango se halla la Concatedral de Santa Ana.
En 2022 en la diócesis existían 44 parroquias.

## Historia
La diócesis de Sololá fue erigida el 10 de marzo de 1951 con la bula Omnium in catholico del papa Pío XII, obteniendo el territorio de la diócesis de Los Altos (hoy arquidiócesis de Los Altos, Quetzaltenango-Totonicapán) y de la arquidiócesis de Guatemala, de la cual fue originalmente sufragánea.
El 18 de agosto de 1960, con la carta apostólica Christiani populi, el papa Juan XXIII proclamó a Nuestra Señora de los Dolores (Beata María Virgo Septem Dolorum) como patrona principal de la diócesis.
El 27 de abril de 1967 cedió una porción de su territorio para la erección de la diócesis de Santa Cruz del Quiché (hoy diócesis de Quiché) mediante la bula Qui Christi del papa Pablo VI.
El 13 de febrero de 1996 pasó a formar parte de la provincia eclesiástica de Los Altos, Quetzaltenango-Totonicapán.
El 31 de diciembre de 1996, en virtud del decreto Multum conferre de la Congregación para los Obispos, la iglesia de Santa Ana de Chimaltenango fue elevada al rango de concatedral y la diócesis asumió su nombre actual. Al mismo tiempo cedió una porción de territorio para la erección de la diócesis de Suchitepéquez-Retalhuleu mediante la bula Ad aptius consulendum del papa Juan Pablo II.

## Estadísticas
Según el Anuario Pontificio 2023 la diócesis tenía a fines de 2022 un total de 785 000 fieles bautizados.
| Año                                                                             | Población            | Población | Población      | Sacerdotes | Sacerdotes    | Sacerdotes    | Bautizados por sacerdote | Diáconos permanentes | Religiosos | Religiosos | Parroquias |
| Año                                                                             | Bautizados católicos | Total     | % de católicos | Total      | Clero secular | Clero regular | Bautizados por sacerdote | Diáconos permanentes | Varones    | Mujeres    | Parroquias |
| ------------------------------------------------------------------------------- | -------------------- | --------- | -------------- | ---------- | ------------- | ------------- | ------------------------ | -------------------- | ---------- | ---------- | ---------- |
| 1966                                                                            | 586 000              | 600 000   | 97.7           | 57         | 16            | 41            | 10 280                   |                      | 41         | 45         | 35         |
| 1970                                                                            | 489 000              | 525 153   | 93.1           | 43         | 17            | 26            | 11 372                   |                      | 27         | 47         | 29         |
| 1976                                                                            | 520 123              | 528 440   | 98.4           | 52         | 15            | 37            | 10 002                   |                      | 42         | 69         | 37         |
| 1980                                                                            | 546 125              | 642 500   | 85.0           | 56         | 17            | 39            | 9752                     |                      | 50         | 86         | 37         |
| 1990                                                                            | 710 000              | 872 000   | 81.4           | 46         | 29            | 17            | 15 434                   |                      | 22         | 55         | 34         |
| 1999                                                                            | 556 321              | 678 946   | 81.9           | 42         | 37            | 5             | 13 245                   |                      | 9          | 107        | 23         |
| 2000                                                                            | 571 552              | 696 598   | 82.0           | 44         | 39            | 5             | 12 989                   |                      | 8          | 110        | 25         |
| 2001                                                                            | 589 427              | 735 392   | 80.2           | 46         | 43            | 3             | 12 813                   |                      | 6          | 104        | 26         |
| 2002                                                                            | 607 140              | 758 454   | 80.0           | 49         | 46            | 3             | 12 390                   |                      | 6          | 116        | 27         |
| 2003                                                                            | 622 425              | 775 700   | 80.2           | 48         | 45            | 3             | 12 967                   |                      | 6          | 119        | 28         |
| 2004                                                                            | 639 177              | 798 971   | 80.0           | 49         | 46            | 3             | 13 044                   |                      | 6          | 119        | 29         |
| 2010                                                                            | 744 000              | 924 000   | 80.5           | 88         | 85            | 3             | 8454                     |                      | 6          | 129        | 34         |
| 2014                                                                            | 819 000              | 1 017 000 | 80.5           | 90         | 87            | 3             | 9100                     |                      | 7          | 150        | 38         |
| 2017                                                                            | 713 047              | 1 243     | 57.4           | 85         | 82            | 3             | 8388                     |                      | 3          | 121        | 39         |
| 2020                                                                            | 757 120              | 1 320 115 | 57.4           | 97         | 97            |               | 7805                     |                      |            |            | 44         |
| 2022                                                                            | 785 000              | 1 369 000 | 57.3           | 111        | 108           | 3             | 7072                     |                      | 6          | 65         | 44         |
| Fuente: Catholic-Hierarchy, que a su vez toma los datos del Anuario Pontificio. |                      |           |                |            |               |               |                          |                      |            |            |            |

## Episcopologio
Obispos de Sololá
- Sede vacante (1951-1959)
- Jorge García Cabalieros † (10 de marzo de 1951-5 de abril de 1955 falleció) (administrador apostólico)

- Angélico Melotto Mazzardo, O.F.M. † (27 de junio de 1959-5 de abril de 1986 retirado)
- Eduardo Ernesto Fuentes Duarte † (5 de abril de 1986 por sucesión-31 de diciembre de 1996)

Obispos de Sololá-Chimaltenango
- Eduardo Ernesto Fuentes Duarte † (31 de diciembre de 1996-20 de julio de 1997 falleció)
- Raúl Antonio Martínez Paredes (28 de enero de 1999-28 de julio de 2007 nombrado obispo auxiliar de Guatemala[nota 1])
- Gonzalo de Villa y Vásquez, S.I. (28 de julio de 2007-9 de julio de 2020 nombrado arzobispo de Guatemala)
- Domingo Buezo Leiva, desde el 16 de julio de 2021